# Dietilcarbamazina
Dietilcarbamazina  (DEC) es el nombre de un medicamento antihelmíntico, derivado de la piperazina, con una composición química muy diferente a la de otros desparasitantes. Como compuesto orgánico descubierto en 1947, es altamente específico para ciertos parásitos filariales y no contiene elementos metálicos tóxicos.

## Indicaciones
La DEC se indica para el tratamiento de pacientes con enfermedades filariales, incluyendo la filariasis linfática por Wuchereria bancrofti, Brugia malayi, o Brugia timori, así como la filariasis tropical eosinofilia pulmonar, y loiasis. 
En casos de oncocercosis, otro parásito filarial, la DEC no tiene aplicación debido a la intensa e insoportable picazón que produce la muerte de los gusanos subcutáneos.
La DEC continúa siendo la primera línea de tratamiento de pacientes con filariasis y loiasis y se emplea para la prevención de la infestación canina por Dirofilaria immitis.

## Mecanismo de acción
La DEC es un inhibidor del metabolismo del ácido araquidónico en las microfilarias parásitas, lo que incrementa su susceptibilidad al sistema inmunitario del hospedador.